# Chelonoidis becki
Chelonoidis becki là một loài rùa trong họ Testudinidae. Loài này được Rothschild mô tả khoa học đầu tiên năm 1901.